# Casino de Fouras
Le casino de Fouras est un établissement de jeux situé à Fouras en Charente-Maritime.

## Historique
Le premier casino ouvre en 1886 dans les salles du château du Bois-Vert.
Le château du Bois-Vert étant devenu trop petit pour les nombreux joueurs, la municipalité décide de le délocaliser.
En 1908, elle fait construire dans le parc de chênes verts de 7 hectares à la pointe Sud, une salle en bois sur l'emplacement de l'actuel cinéma et une deuxième salle en maçonnerie pour le Baccarat. Le nouveau Casino est né. Durant la Seconde Guerre mondiale, des soldats Allemands vont l'utiliser pour abriter leurs chevaux.
Lors de la construction de la voie ferrée, reliant le centre-ville et sa gare, à la pointe de la Fumée, une halte est construite derrière le château sur sa façade Nord, pour les clients des jeux et les spectateurs. Le service était organisé pour ramener par le dernier train de 1 h 25 du matin, les clients à Rochefort.
Aujourd'hui le Casino reconstruit est géré par le Groupe Émeraude  avec une salle de jeux, un restaurant et une salle de spectacle qui sert aussi pour le cinéma.